# Elezioni presidenziali a Timor Est del 2022
Le elezioni presidenziali a Timor Est del 2022 si sono tenute in due turni (visto che nessun candidato ha ottenuto al primo turno la maggioranza assoluta dei voti), rispettivamente il 19 marzo e il 19 aprile 2022.
Esse hanno visto la vittoria dell’ex-presidente José Ramos-Horta, che, ottenendo il 62,10% dei voti al secondo turno, ha ricevuto un secondo, seppur non consecutivo, mandato presidenziale.

## Risultati
| José Ramos-Horta                 | Congresso Nazionale per la Ricostruzione Timorese | 303 477 | 46,56 | 398 028 | 62,10 |  |  |  |
| Francisco Guterres               | Fronte Rivoluzionario di Timor Est Indipendente   | 144 282 | 22,13 | 242 939 | 37,90 |  |  |  |
| Armanda Berta dos Santos         | Arricchisci l'Unità Nazionale dei Figli di Timor  | 56 690  | 8,70  |         |       |  |  |  |
| Lere Anan Timur                  | Indipendente                                      | 49 314  | 7,57  |         |       |  |  |  |
| Mariano Sabino Lopes             | Partito Democratico                               | 47 334  | 7,26  |         |       |  |  |  |
| Anacleto Bento Ferreira          | Partito della Repubblica Democratica di Timor-Est | 13 205  | 2,03  |         |       |  |  |  |
| Martinho Germano da Silva Gusmão | Partito Unito per lo Sviluppo e la Democrazia     | 8 598   | 1,32  |         |       |  |  |  |
| Hermes da Rosa Correia Barros    | Indipendente                                      | 8 030   | 1,23  |         |       |  |  |  |
| Altri (<1,0%)                    | -                                                 | 20 929  | 3,21  |         |       |  |  |  |
| Totale                           | Totale                                            | 651 859 | 100   | 640 967 | 100   |  |  |  |
|                                  |                                                   |         |       |         |       |  |  |  |
| Voti non validi                  | Voti non validi                                   | 12 247  | 1,84  | 5 422   | 0,84  |  |  |  |
| Votanti                          | Votanti                                           | 664 106 | 77,26 | 646 389 | 75,17 |  |  |  |
| Elettori                         | Elettori                                          | 859 613 |       | 859 925 |       |  |  |  |